# Chiềng Muôn
Chiềng Muôn là một xã thuộc huyện Mường La, tỉnh Sơn La, Việt Nam.
Xã Chiềng Muôn có diện tích 81,77 km², dân số năm 2014 là 1619 người, mật độ dân số đạt... người/km².